# Hauptstrasse 131
Die Hauptstrasse 131 (französisch Route principale 131) ist eine Schweizer Hauptstrasse im Bezirk Jura-Nord vaudois im Kanton Waadt. Im kantonalen Strassennetz wird sie als Kantonsstrasse zweiter Klasse geführt, im südwestlichen Abschnitt mit der Nr. 84b und im nordöstlichen Abschnitt mit der Nr. 151b.

## Verlauf
Die Hauptstrasse 131 beginnt in Le Brassus auf 1034 m ü. M. als Abzweigung von der Hauptstrasse 130, führt nach kurzer Strecke am Endbahnhof der Bahnlinie Le Pont-Le Brassus vorbei und überquert den Fluss Orbe. Sie verläuft in nordöstlicher Richtung durch das Hochtal Vallée de Joux auf der Landschaftsterrasse zwischen dem See Lac de Joux und dem Hügelgebiet Grand Risoux. Am Weg liegen die Dörfer Le Lieu, Le Séchey und Les Charbonnières. Dort zweigt eine kurze Hauptstrasse nach Mouthe in Frankreich ab.
Von Les Charbonnières aus folgt die Hauptstrasse dem Südufer des kleineren Sees Lac Brenet und überquert den kurzen Abschnitt der Orbe zwischen dem Lac de Joux und dem Lac Brenet. Eine Strassenbrücke an dieser Stelle erscheint erstmals in Quellen des 16. Jahrhunderts. Sie wurde 1526 «Pons Orbe» (deutsch: Orbe-Brücke) und später Pont de la Goille genannt; dieser Brückenname nimmt Bezug auf den Verbindungskanal zwischen den beiden Seen, den Canal de la Goille; das in vielen Westschweizer Lokalnamen enthaltene frankoprovenzalische Mundartwort gòlye oder goille (deutsch «Sumpfweiher», «Pfütze») bezeichnete hier den Lac Brenet, der viel kleiner ist als der Lac de Joux. Das auf verschiedenen Landschaftsveduten abgebildete Brückenbauwerk aus Holz wurde im Lauf der Zeit mehrmals durch Hochwasser beschädigt. Der Kanton Waadt erneuerte 1845 zusammen mit den Gemeinden im Tal die Holzbrücke und die Strassendämme, die von beiden Seeufern zum Übergang führten. Um 1898 wurde die Linienführung der Strasse etwas geändert und die Brücke ersetzt, um Platz für das Trassee der Bahn von Le Pont nach Le Brassus zu schaffen. Die Eisenbahn hat eine eigene Brücke über den Orbekanal direkt neben der Hauptstrasse und kreuzt diese beim Niveauübergang östlich der Brücken nahe beim Bahnhof von Le Pont.
Nach dem Bau des Wasserkraftwerks von Vallorbe bei La Dernier zu Beginn des 20. Jahrhunderts, das heute zum Konzern Romande Energie Holding gehört, sanken die Seespiegel des Lac de Joux und des Lac Brenet, so dass zwischen den beiden Gewässern eine etwa 200 Meter breite Landzunge entstand, über die nun die Hauptstrasse führt.
Die Ortschaft Le Pont, eine Fraktion der Gemeinde L’Abbaye, erhielt ihren Namen in der Frühen Neuzeit wegen der Nähe zur Strassenbrücke zwischen den Seen. In ihrem Ortswappen ist die Brücke abgebildet. In Le Pont endet die Hauptstrasse 131 auf 1008 m ü. M. an der Kreuzung beim Bahnhof. Hier zweigt gegen Norden die Strasse Rue de la Gare ab, die weiter als Route de la Vallée in das untere Orbetal nach Vallorbe verläuft, während gegen Süden die Uferstrasse Sur les Quais (Hauptstrasse 130.1) dem Lac de Joux entlang nach L’Abbaye und zur Passstrasse über die Pétra Félix führt.

Holzbrücke Pont de la Goille bei den Häusern von Le Pont (Johann Ludwig Aberli 1782)
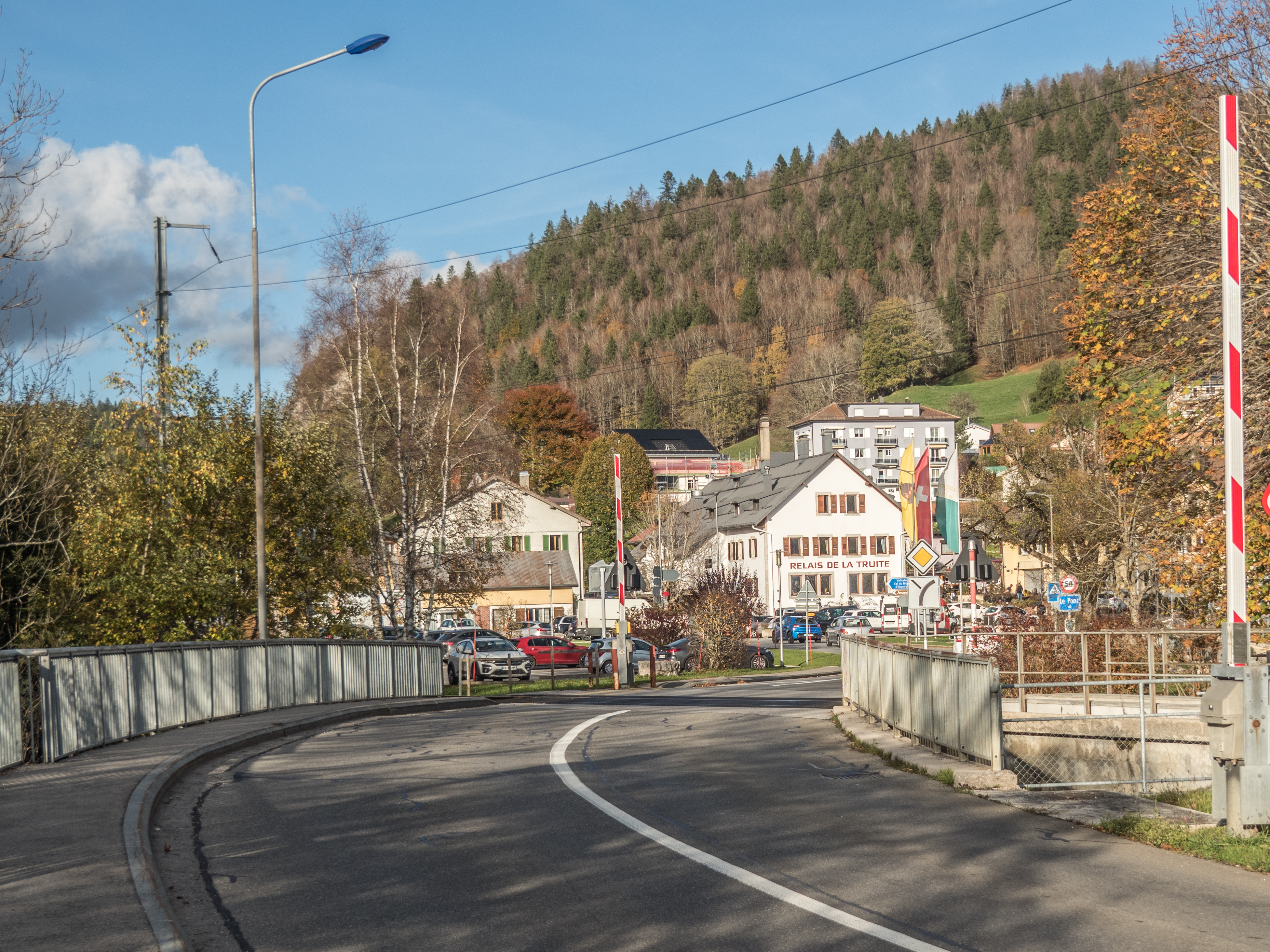
Moderne Strassenbrücke bei Le Pont und Bahnübergang
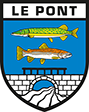
Wappen von Le Pont

## Verkehr
Die Ortschaften an der Hauptstrasse 131 sind durch die Buslinie 613 an das Netz des öffentlichen Verkehrs angeschlossen. Die Strecke bildet einen Abschnitt des Radwanderwegs «Jura-Route».

## Naturlandschaft
Die Hauptstrasse passiert Gebiete im Hochtal, die unter der Bezeichnung «Vallée de Joux et Haut-Jura vaudois» im Bundesinventar der Landschaften und Naturdenkmäler von nationaler Bedeutung verzeichnet sind. Ausserdem durchquert sie Landschaftszonen mit wertvollen ökologischen Habitaten in Mooren und Magerwiesen von nationaler Bedeutung. Die Landschaft liegt im Regionalen Naturpark Parc Jura vaudois.